# Banater Post
Die Banater Post ist die Zeitung der Landsmannschaft der Banater Schwaben. Die Zeitung erscheint seit Dezember 1956 und ist das offizielle Mitteilungsblatt der Banater Schwaben weltweit.

## Geschichte
Im Dezember 1956 wurde die erste Ausgabe der Banater Post den Mitgliedern der Landsmannschaft kostenlos zugeschickt. Beginnend mit dem Jahr 1957 sollte das Blatt regelmäßig monatlich erscheinen. Dieses Ziel hatte sich der Landesobmann des Landesverbandes Baden-Württemberg der Landsmannschaft der Banater Schwaben, der aus Hatzfeld stammende Rechtsanwalt Peter Maurus, gesetzt. Die erste Ausgabe der „Banater Post“ erschien als Nummer 6 im Dezember 1956 als zweispaltiger Rundbrief der Landsmannschaft der Banater Schwaben aus Rumänien in Deutschland e. V. Landesverbände Hessen und Baden-Württemberg. Als Nummer 6 deshalb, weil Peter Maurus in loser Folge bereits fünf Rundbriefe verschickt hatte und die „Banater Post“ in der Tradition dieser Rundbriefe sah. Der Umfang betrug vier Seiten im Format 21 × 30 cm. Maurus erste Ausgabe der „Banater Post“ und die durchaus positive Aufnahme bei den Landsleuten hatte als erste Reaktion, dass der damalige Bundesvorsitzende der Landsmannschaft, Anton Valentin, dem Herausgeber untersagte, im Untertitel die Bezeichnung „Rundbrief der Banater Schwaben“ zu führen. Die zweite Ausgabe erschien deshalb mit dem Untertitel „Mitteilungsblatt der Banater Schwaben aus Rumänien“. Der Vorschlag, die Zeitung „Banater Post“ zu nennen, stammte von Wilhelm Reiter.
Erster Schriftleiter der „Banater Post“ war bis 1958, seinem Todesjahr, Lothar Orendi-Hommenau, der Sohn des bekannten Journalisten und Schriftstellers Viktor Orendi-Hommenau. Nach ihm übernahm Wilhelm Reiter die Redaktion. Die ersten Jahrgänge der Zeitung widerspiegelten in sprichwörtlicher Weise die Situation der Gemeinschaft der Banater Schwaben. Fragen der materiellen Eingliederung wie Lastenausgleich und rechtliche Sicherheit, Fragen der sozialen Eingliederung wie die Familienzusammenführung waren ebenso wie die Situation der Deutschen im Banat die großen Themen der Zeitung. Die „Nachrichten aus dem Banat und Rumänien“, die glossiert dem Neuen Weg entnommen wurden, waren eine feste Rubrik und nahmen gelegentlich eine ganze Seite des nur wenige Seiten umfassenden Blattes ein. Die Rubrik „Nachrichten aus dem Banat und Rumänien“ wird auch heute (2024), 68 Jahre später, auf Seite zwei, fortgeführt.
Die „Banater Post“ erschien 1956 mit dem Zeitungskopf „Banater Post. Rundbrief der Landsmannschaft der Banater Schwaben aus Rumänien“. Der Inhaber und Verleger der Zeitung war zwar gleichzeitig Landesvorsitzender Baden-Württemberg der Landsmannschaft der Banater Schwaben, musste das unternehmerische Risiko jedoch allein tragen. Nachdem schon auf der heimatpolitischen Tagung der Landsmannschaft in Stuttgart im Juni 1957 der Vorschlag besprochen wurde, ein offizielles landsmannschaftliches Presseorgan zu schaffen, wurde ab April 1958 die „Banater Post“ „im Auftrag des Bundesvorstandes der Landsmannschaft“ herausgegeben. Am 1. Januar 1961 ging die „Banater Post“ aufgrund einer vertraglichen Abmachung des Herausgebers Peter Maurus mit dem Bundesvorstand der Landsmannschaft der Banater Schwaben in das Eigentum und die Verwaltung der Landsmannschaft über. Den Vertrag wickelten seitens des Bundesvorstandes der Landsmannschaft Anton Valentin und Hans Huniar ab. Hans Huniar zeichnete ab 1962 auch für den Inhalt verantwortlich. Mit der Zahl der Bezieher nahm auch der Umfang der „Banater Post“ zu, thematisch wurden neue Felder erschlossen: umfassende Beiträge zu verschiedenen Aspekten der Geschichte der Banater Schwaben, Kulturbeiträge, volkskundliche Beiträge, vor allem von Anton Peter Petri verfasst. Von 1988 bis 2012 leitete Walter Wolf die Redaktion des Blattes; seit dem 1. Juni 2012 ist Walter Tonța Chefredakteur der "Banater Post".
1962 gab es 200 Bezieher der Banater Post. Im März 2010 hatte das Blatt eine Auflage von monatlich 15.600 Stück; im Jahr 2020 noch von 15.000 Exemplaren monatlich. Bezogen wird die Banater Post weltweit, neben Deutschland in weiteren 17 Ländern Belgien, Frankreich, Großbritannien, Italien, Niederlande, Österreich, Rumänien, Schweden, Schweiz, Spanien, Ungarn, Australien, Argentinien, Brasilien, Guatemala, Kanada und USA (Quelle: Bundesgeschäftsstelle in München).